# 民宿

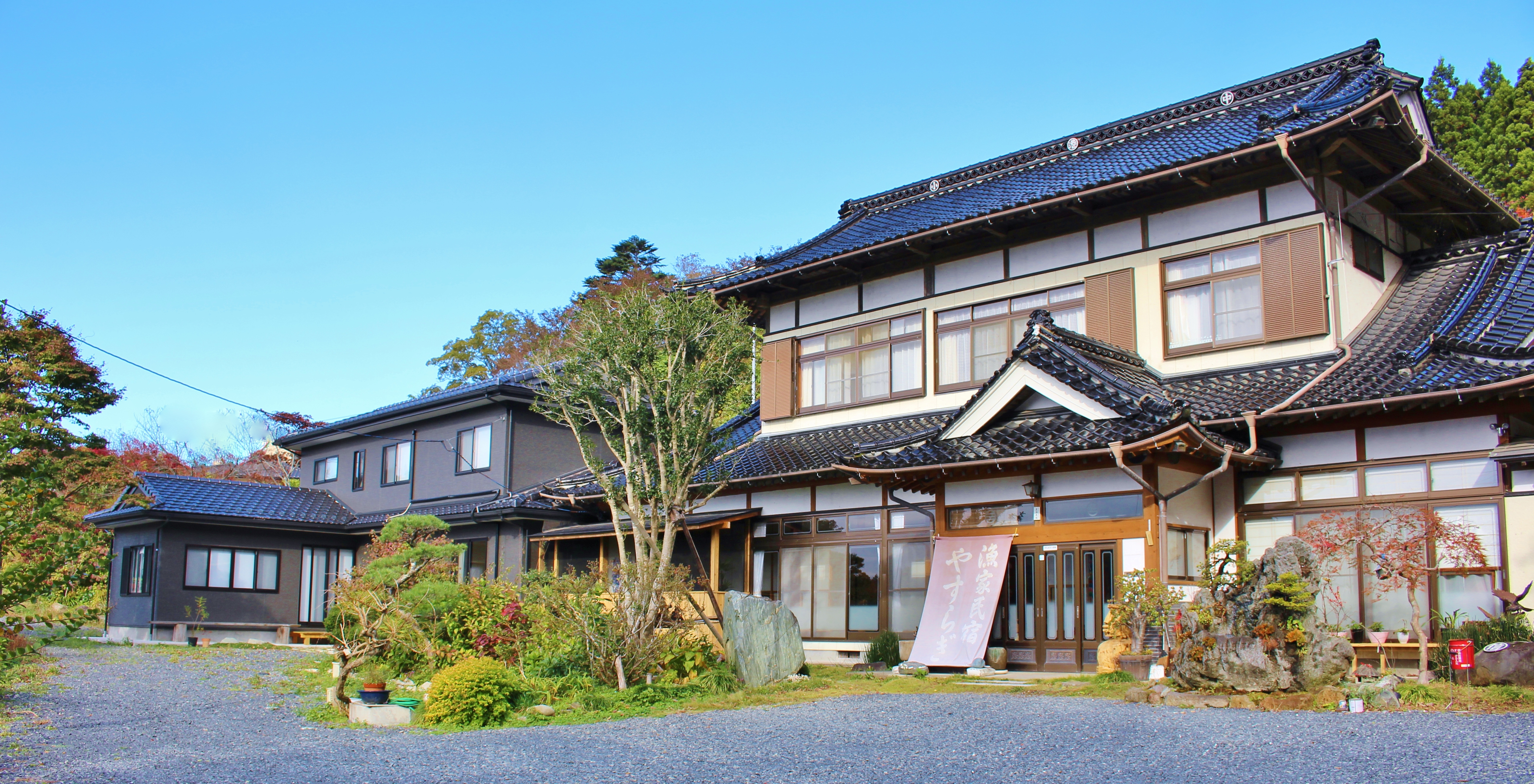
日本 南三陸町 民宿

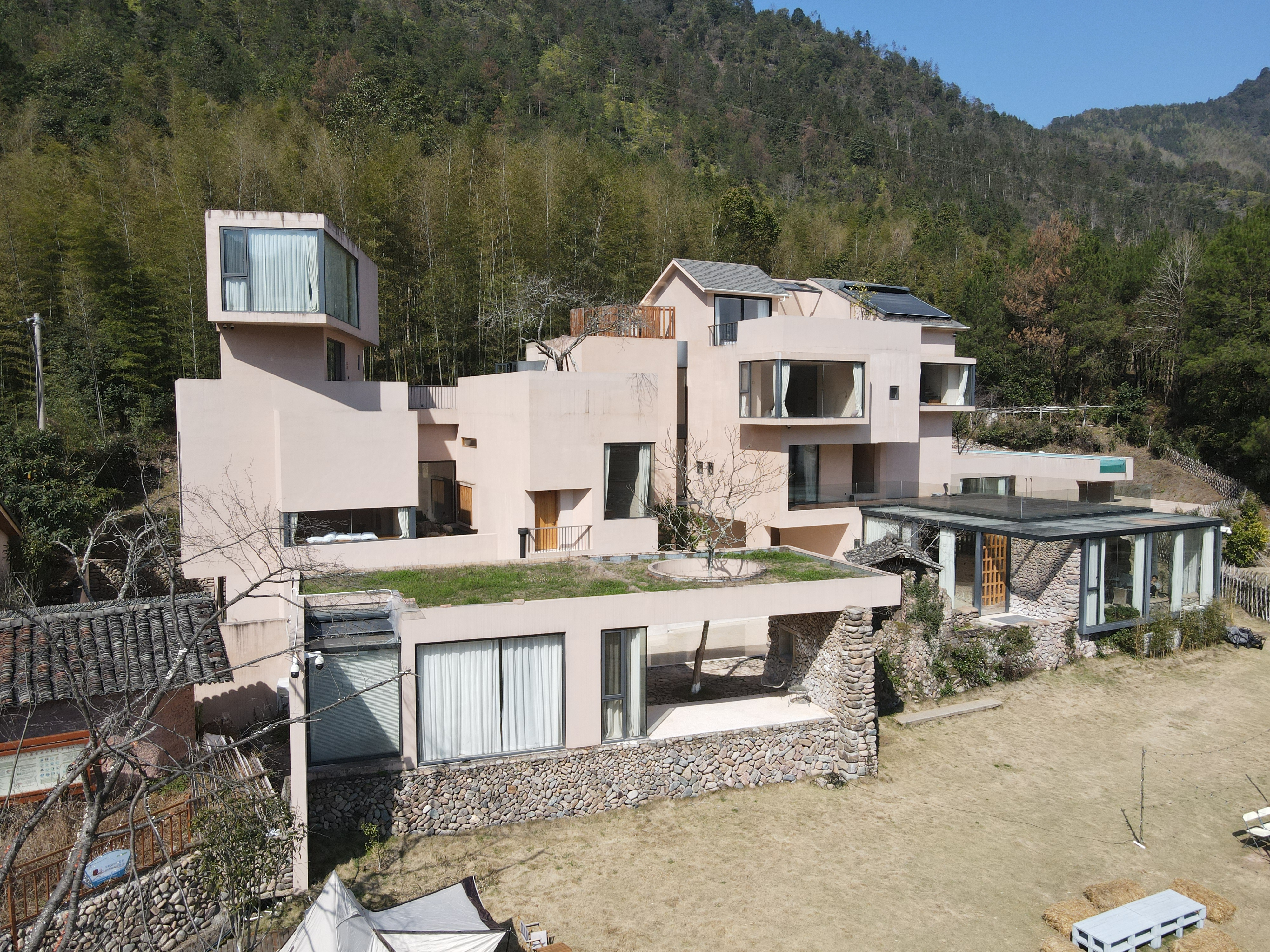
中国温州泰顺县的空山隐民宿

民宿，原本指將自有住宅的空閒房間出租，並且由主人與其家人負責清掃、訂房、接待客人等服務，經營用客房不超過4層、建築面积不超過800 ㎡。現在一些私人經營的小型旅館也被歸入民宿，通常房間不如商務旅館多，也不一定有接待櫃台與穿著制服的服務人員。因為規模小，以往民宿不常有網路訂房系統和刷卡等服務，但現在也有不少國家的民宿有參加大型的國際訂房網站並接受信用卡。

## 簡介
民宿是指利用自用住宅空閒房間，結合當地人文、自然景觀、生態、環境资源及農林漁牧生產活動，為外出郊游或遠行的旅客提供個性化住宿場所。除了一般常見的飯店以及旅社之外，其它可以提供旅客住宿的地方，例如民宅、休閒中心、農莊、農舍、牧場等，都可以歸纳成民宿類。而民宿的產生是必然的，並偶發於日本或台灣，世界各地都可看到類似性質的服務，民宿这个名字，在世界各国会因环境与文化生活不同而略有差异，欧陆方面多是采农庄式民宿(Accommodation in the Farm)经营，让一般民宿能够舒适地享受农庄式田园生活环境，体验农庄生活；加拿大则是采假日农庄(Vacation Farm)的模式，提供一般民宿假日可以享受农庄生活；美国都多见居家式民宿(Homestay)或青年旅舍(Hostel)，不刻意布置的居家住宿，价格相对饭店便宜的住宿选择；英国则惯称Bed and Breakfast(BNB)，按字面解释，意谓提供睡觉的地区以及简单早餐，索费大多每人每晚约二、三十英镑，视星级而定，当然价格会比一般旅馆便宜许多。

## 緣起與形態
此字「民宿」源自日本的 Minshuku，原意與英美的「Bed & Breakfast」（簡稱B&B）有許多相似之處，也就是僅提供住宿與免費早餐的家庭旅館，但日本之民宿除了提供早餐，也會提供午餐、晚餐等膳食並由屋主家庭負責接待，對於只提供住宿(宿泊)，並不提供三餐及沒有接待服務的家庭旅館，日文稱為『民泊』 Minpak，民泊的對像除了旅客之外，還有以當地人作對像，就像香港離島的度假屋。
典型的民宿以傳統產業（農漁業）盛行、具有觀光資源的鄉間地區為多，例如屬於休閒農業分類的（市民農莊）便是，至於在旅館林立的都會區則較少見。住家主人將客房提供旅客住宿，就是民宿的一種，民宿的規模則視主人的居家環境而有不同。最小的民宿可能只有一間客房，大型的民宿則可能具有露營地，獨棟別墅等，某些民宿主人也發展許多與當地觀光有關服務，如協助住客租賃車輛、規劃有當地旅遊、當地特產製作過程等的行程。所以具有當地特色與口碑的民宿常為熱門之選，不少家庭出遊，往往寧捨連鎖旅館，而選親切熱情的民宿。此外，不少具有建築風格、客房裝修精美的民宿，經常成為媒體雜誌報導的焦點而成為知名民宿，更有甚者成為連續劇的取景地而廣為人知。
儘管民宿為家庭旅館的一種，但房客不見得就與主人住在一起，共用同樣的廚房與衛浴設備；某些不喜家庭被打擾的主人，有時會聘用外人來協助經營民宿。但是無論如何，在意義上住民宿相當於「到別人家作客」，許多民宿主人心態上是「分享自己的生活空間與風格」。然而有些客人以為民宿與旅館一樣必然以客為尊，不知不覺用以上對下的態度與民宿主人應對；部分民宿主人則可能因為陌生人進入家中而與客人互相產生隱私爭議，因而可能產生誤會與衝突。一個常見的衝突點是，旅館的大廳通常是公共空間，任何人包括非住客都可以自由進出；但是民宿從戶外庭園到客廳，其實都屬於私人領域，未經民宿主人允許非住客是不可以自由進出的。如果住客並不清楚旅館和民宿本質上的差異，在空間使用上就很容易跟民宿主人起衝突，例如住客擅自讓非住客的親友入內參觀或借廁所。

## 法規情況

### 台灣
民宿由於涉及商業行為，但又屬於民間私人的經濟體系，因此在法規上存在著一定的灰色地帶。民宿營業執照由觀光局管理，歸於「家庭副業經營」，限定需為「自有住宅的空閒房間」並規範其消防安規、客房數量、所在地區、經營規模等，以利於一般旅館做區分。然而不合法的民宿所在皆有，據統計，全台有超過7400處旅館和民宿，其中866家不合法。不合法民宿在觀光業發達的南投、屏東、花蓮最多。常見有未申請執照的民宿，或是在申請執照後大幅增建客房，規模如同汽車旅館或商務旅館，或是在經營上諸多不善，不遵守法規的經營規範等。
由於臺灣法令禁止在都會區內經營民宿，因此市區民宿多以「日租套房」為名攬客。而政府單位認為日租套房等同於旅館，未拿到旅館許可證，都屬於違法經營。
此外，在詐騙犯罪裡，利用網路上虛擬的民宿照片與地址，吸引民眾訂房，預收匯款，等民眾實地造訪才發現受騙。或是民宿無預警關閉，已訂房的民眾無法追回訂金等。民宿主人的素質和背景也是令人擔憂的部份，主人有可能利用民宿經營掩護其犯罪行為，這些都是民宿在法規上灰色地帶尚未良善規範與執行完全的部份。

## 相關書籍
- 《渡假民宿管理》作(譯)者：鄭健雄、吳乾正 ISBN 9572147064 2004/11/11.

## 外部連結
- Japan Ryokan Association
- Japanese Guest Houses（页面存档备份，存于）
- 愛丁堡市中心渡假民宿公寓 Greatbase Edinburgh（页面存档备份，存于）
- 台灣開放資料中的旅館民宿（页面存档备份，存于） - 線上閱讀台灣政府開放資料中的旅館民宿資料，目前約一萬多筆。